# Markus Müller (Mediziner)

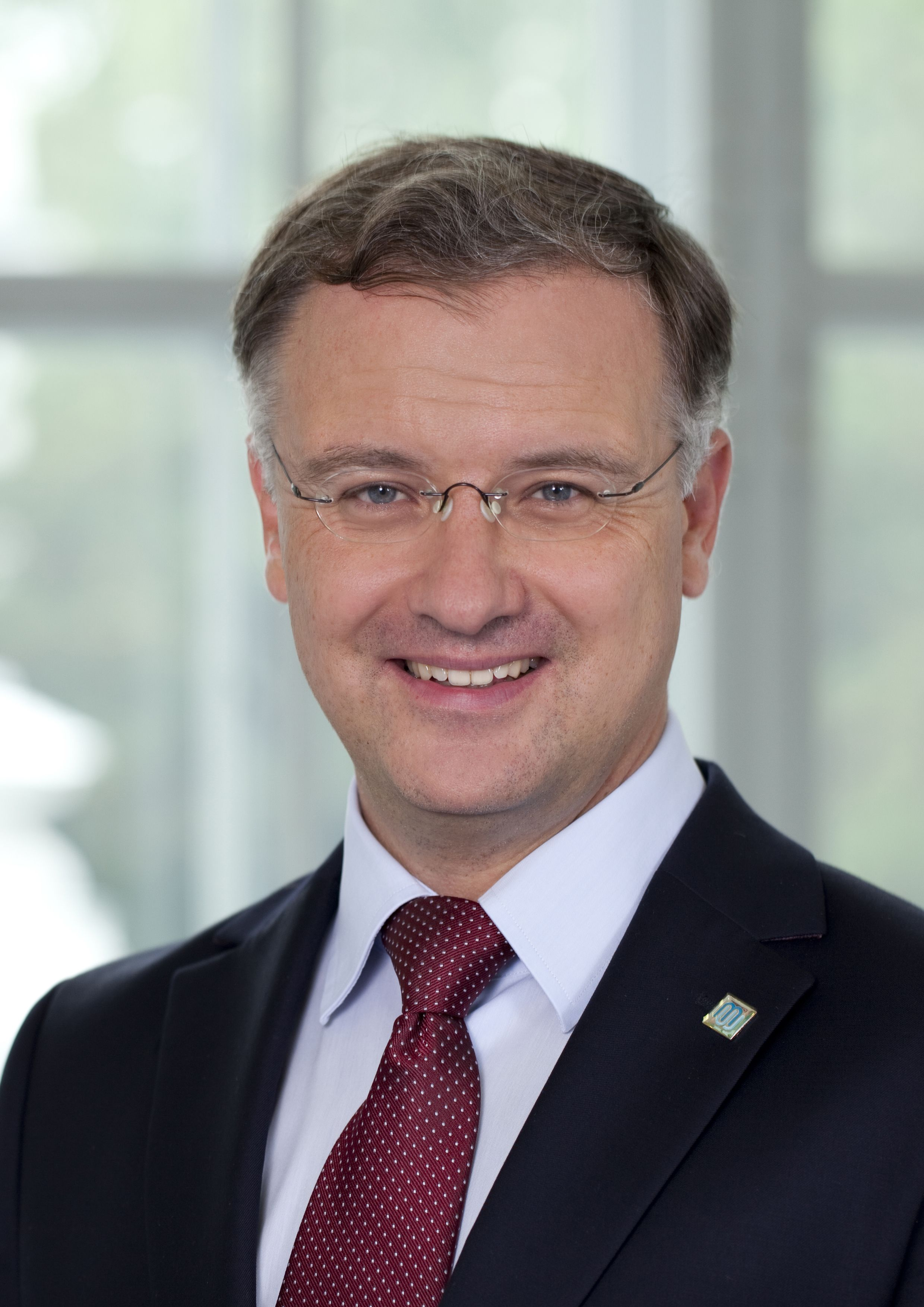
Markus Müller (2011)

Markus Müller (* 23. August 1967 in Klagenfurt) ist ein österreichischer Mediziner, Professor für innere Medizin und klinische Pharmakologie. Seit 1. Oktober 2015 ist er Rektor der Medizinischen Universität Wien.

## Leben
Müller maturierte 1985 am Theresianum in Wien und begann danach mit dem Studium der Humanmedizin an der Medizinischen Fakultät der Universität Wien. 1993 wurde er „sub auspiciis praesidentis“ zum Doktor der gesamten Heilkunde promoviert. Zwischen 1993 und 2000 erfolgte seine Weiterbildung zum Facharzt für Innere Medizin an den Universitätskliniken für Notfallmedizin und Innere Medizin I-III am Allgemeinen Krankenhaus Wien (AKH). 1995 absolvierte er einen Forschungsaufenthalt am Laboratory for Diabetes Research in Göteborg, Schweden, zur Entwicklung der Mikrodialyse in der klinischen Forschung. 2000–2001 war er als Gastprofessor an der University of Florida tätig. 2004 wurde er zum Universitätsprofessor und Leiter der Universitätsklinik für Klinische Pharmakologie an der Medizinischen Universität Wien am AKH Wien ernannt. Markus Müller hat etwa 200 wissenschaftliche Publikationen veröffentlicht, unter anderem im New England Journal of Medicine.
Im Mai 2015 wurde er zum Rektor der Medizinischen Universität Wien gewählt. Er übernahm mit 1. Oktober 2015 das Amt von Wolfgang Schütz. Im Oktober 2017 wurde er für eine weitere vierjährige Amtszeit von Oktober 2019 bis September 2023 gewählt. Im März 2022 wurde er für vier weitere Jahre bis September 2027 im Amt bestätigt.
Im Juni 2018 wurde er zum Präsidenten des Obersten Sanitätsrates gewählt, am 19. März 2021 wurde er einstimmig wiederbestellt. Er folgte in dieser Funktion Sylvia Schwarz nach, die im März 2018 ihren Rücktritt erklärte.
Im Dezember 2023 wurde er zum Vizepräsidenten der Österreichischen Universitätenkonferenz (uniko) gewählt.

## Ehrungen
Markus Müller wurde mit dem Tanabe Award 2004 des American College of Clinical Pharmacology (ACCP) „in acknowledgement of innovations in clinical pharmacology trials“ geehrt.
Im September 2018 erhielt Markus Müller den ACCP Honorary Fellowship Award des American College of Clinical Pharmacology.
Seit Herbst 2019 ist Markus Müller auch Mitglied der Russischen Akademie der Wissenschaften. 2020 erhielt er die Pirogow-Goldmedaille der Russischen Akademie.